# Palosaari (ö i Finland, Egentliga Tavastland, Forssa, lat 60,68, long 23,85)
Palosaari är en ö i Finland. Den ligger i sjön Liesjärvi och i kommunen Tammela i den ekonomiska regionen  Forssa ekonomiska region  och landskapet Egentliga Tavastland, i den södra delen av landet, 80 km nordväst om huvudstaden Helsingfors. Öns area är 0,3 hektar och dess största längd är 70 meter i sydväst-nordöstlig riktning.